# Aloe sakoankenke
Aloe sakoankenke ist eine Pflanzenart der Gattung der Aloen in der Unterfamilie der Affodillgewächse (Asphodeloideae). Das Artepitheton sakoankenke leitet sich von dem auf Madagaskar gebräuchlichen Trivialnamen der Art ab.

## Beschreibung

### Vegetative Merkmale
Aloe sakoankenke wächst stammlos oder stammbildend, verzweigt und bildet ziemlich große Gruppen. Die Stämme erreichen eine Länge von 30 bis 40 Zentimeter und sind 5 bis 8 Zentimeter dick. Die 15 bis 20 aufsteigenden oder aufrechten, eiförmig-lanzettlichen Laubblätter bilden Rosetten. Ihre leuchtend grüne, häufig rötlich überhauchte Blattspreite ist bis zu 50 Zentimeter lang und 10 Zentimeter breit. Junge Blätter sind reichlich blass gefleckt. Die grünen Zähne am Blattrand sind 3 Millimeter lang und stehen 10 bis 20 Millimeter voneinander entfernt.

### Blütenstände und Blüten
Der aufrechte Blütenstand weist bis zu acht Zweige auf und erreicht eine Länge von 150 bis 200 Zentimeter. Die fast lockeren Trauben sind 20 bis 25 Zentimeter lang und bestehen aus 30 bis 40 Blüten. Die weißlichen Brakteen weisen eine Länge von 6 bis 10 Millimeter auf. Die zylindrischen, rosafarbenen Blüten stehen an 6 bis 10 Millimeter langen, roten Blütenstielen. Die Blüten sind 30 bis 35 Millimeter lang. Auf Höhe des Fruchtknotens weisen die Blüten einen Durchmesser von 9 Millimeter auf. Ihre äußeren Perigonblätter sind auf einer Länge von 10 bis 15 Millimetern nicht miteinander verwachsen. Die Staubblätter ragen 5 Millimeter und der Griffel ragt 10 Millimeter aus der Blüte heraus.

## Systematik und Verbreitung
Aloe sakoankenke ist auf Madagaskar in der Provinz Antsiranana verbreitet.
Die Erstbeschreibung durch Jean-Bernard Castillon wurde 2004 veröffentlicht. Ein nomenklatorisches Synonym ist Aloe massawana subsp. sakoankenke (J.-B.Castillon) J.-B.Castillon (2009).

## Nachweise